# パヴォーネ・カナヴェーゼ
パヴォーネ・カナヴェーゼ（伊: Pavone Canavese）は、イタリア共和国ピエモンテ州トリノ県にある、人口約3,700人の基礎自治体（コムーネ）。

## 地理

### 位置・広がり

#### 隣接コムーネ
隣接するコムーネは以下の通り。
- バンケッテ
- コッレレット・ジャコーザ
- イヴレーア
- ペローザ・カナヴェーゼ
- ロマーノ・カナヴェーゼ
- サモーネ
- サン・マルティーノ・カナヴェーゼ